# أغوستي غراو
أغوستي غراو (بالإسبانية: Agusti Grau) هو ملحن إسباني، ولد في 1893، وتوفي في 1964.

## وصلات خارجية
- أغوستي غراو على موقع ميوزك برينز (الإنجليزية)